# Elimia chiltonensis
Elimia chiltonensis är en snäckart som först beskrevs av Goodrich 1941.  Elimia chiltonensis ingår i släktet Elimia och familjen Pleuroceridae. Inga underarter finns listade i Catalogue of Life.